# Стефанкув (Груєцький повіт)
Стефанкув (пол. Stefanków) — село в Польщі, у гміні Ясенець Груєцького повіту Мазовецького воєводства.
Населення — 77 осіб (2011).
У 1975—1998 роках село належало до Радомського воєводства.

## Демографія
Демографічна структура станом на 31 березня 2011 року:
|          | Загалом | Допрацездатний вік | Працездатний вік | Постпрацездатний вік |
| -------- | ------- | ------------------ | ---------------- | -------------------- |
| Чоловіки | 35      | 4                  | 26               | 5                    |
| Жінки    | 42      | 9                  | 17               | 16                   |
| Разом    | 77      | 13                 | 43               | 21                   |